# Alain Griffel
Alain Griffel (* 12. Dezember 1962 in Zürich) ist ein Schweizer Rechtswissenschaftler.

## Leben
Griffel schloss das Studium der Rechtswissenschaft 1987 mit dem Lizenziat an der Universität Zürich ab und war anschließend Assistent bei Walter Haller, bei dem er auch mit einer Dissertation zum Thema «Der Grundrechtsschutz in der Armee» promovierte. Nach Tätigkeiten als juristischer Sekretär am Bezirksgericht Horgen, am Obergericht und am Handelsgericht Zürich erwarb er 1994 das Anwaltspatent. Danach arbeitete er im Rechtsdienst des Amtes für Baubewilligungen und des Gesundheits- und Umweltdepartements der Stadt Zürich sowie als Kanzleichef (Amtschef) der Baurekurskommissionen des Kantons Zürich. 2005 wurde er als Ordinarius für Staats- und Verwaltungsrecht mit Schwerpunkt Raumplanungs-, Bau- und Umweltrecht an die Universität Zürich berufen, wo ihm bereits vier Jahre zuvor gestützt auf seine Habilitationsschrift «Die Grundprinzipien des schweizerischen Umweltrechts» die Venia legendi erteilt worden war.
Unter den Publikationen Griffels befindet sich ein Lehrbuch zum Umweltrecht (zusammen mit Heribert Rausch und Arnold Marti). Außerdem berichtet er jährlich über die Entwicklungen im Raumplanungs-, Bau- und Umweltrecht in der Reihe njus.ch.
Wiederholt hat sich Griffel auch zum tagespolitischen Geschehen geäußert, so etwa gegen eine Initiative der Zürcher FDP, die das Verbandsbeschwerderecht teilweise abschaffen wollte sowie zum Umgang mit völkerrechts- und verfassungswidrigen Volksinitiativen.